# Tufilândia
Tufilândia é um município brasileiro do estado do Maranhão. Fica a aproximadamente 280 km da capital, São Luís.

## História
Tufilândia é uma cidade que fica às margens do Rio Pindaré. A princípio era denominada de São José do Tufi, por influências do primeiro grande proprietário Tufi Malufe. Os trabalhadores vinham de outras localidades para trabalhar nas terras, que eram ricas em madeiras e produções agrícolas, tais como o arroz, o feijão e o coco babaçu. Tudo isso era transportado através de embarcações que circulavam pelo Rio Pindaré.
A cidade já representou uma grande potência econômica na região, mas devido aos grandes desmatamentos das florestas por parte dos trabalhadores, o solo foi ficando infértil. Muitos foram embora, mas outros ficaram para dar continuação a história do município.
Tufilândia foi emancipada em 1994, tendo como primeiro prefeito eleito o Dr. Irinaldo Lopes Sobrinho e uma câmara formada por 9 vereadores. Antes de sua emancipação, Tufilândia era um povoado de Pindaré Mirim.

## Geografia
O município de Tufilândia possui uma extensão territorial de 270,934 quilômetros quadrados, ocupando a 205 posição entre os 217 municípios maranhenses em termos de área.

### Demografia
Segundo dados do Censo Demográfico de 2022, Tufilândia contava com 5.507 habitantes, resultando em uma densidade populacional de aproximadamente 20,33 habitante por quilômetro quadrado. No contexto estadual, o município ocupava a 208 posição em número de habitantes e a 101 em densidade demográfica comparando-se com outros municípios do estado do Maranhão. A estimativa populacional para o ano de 2024 era de 5.633 habitantes.

### Educação
Em 2010, a taxa de escolarização de crianças entre 6 e 14 anos em Tufilândia era de 99,4 %, colocando o município na 1 colocação entre os 217 do estado. Quanto ao Índice de Desenvolvimento da Educação Básica (IDEB) referente ao ano de 2023, os anos iniciais do ensino fundamental na rede pública apresentaram índice de 4,6 enquanto os anos finais atingiram 4,2.
| Taxa de escolarização de 6 a 14 anos de idade [2010]             | 99,4 %           |
| IDEB – Anos iniciais do ensino fundamental (Rede pública) [2023] | 4,6              |
| IDEB – Anos finais do ensino fundamental (Rede pública) [2023]   | 4,2              |
| Matrículas no ensino fundamental [2023]                          | 1.053 matrículas |
| Matrículas no ensino médio [2023]                                | 252 matrículas   |
| Docentes no ensino fundamental [2023]                            | 112 docentes     |
| Docentes no ensino médio [2023]                                  | 12 docentes      |
| Número de estabelecimentos de ensino fundamental [2023]          | 13 escolas       |
| Número de estabelecimentos de ensino médio [2023]                | 2 escolas        |

Fonte: IBGE

## Economia
Em 2021, o Produto Interno Bruto (PIB) per capita de Tufilândia foi de R$ 10.236,97, valor que colocava o município na 78 posição entre os 217 do estado do Maranhão. Já em 2023, as receitas oriundas de fontes externas representavam 97,41 % do total arrecadado pelo município, o que o posicionava em 9 lugar no ranking estadual.
| PIB per capita [2021]                                                                           | 10.236,97 R$     |
| Índice de Desenvolvimento Humano Municipal (IDHM) [2010]                                        | 0,555            |
| Total de receitas brutas realizadas [2023]                                                      | 39.263.613,79 R$ |
| Transferências correntes (Percentual em relação às receitas correntes brutas realizadas) [2023] | 97,41 %          |
| Total de despesas brutas empenhadas [2023]                                                      | 41.564.839,65 R$ |

Fonte: IBGE
| Salário médio mensal dos trabalhadores formais [2022]                                             | 1,8 salários mínimos |
| Pessoal ocupado [2022]                                                                            | 973 pessoas          |
| População ocupada [2022]                                                                          | 17,67 %              |
| Percentual da população com rendimento nominal mensal per capita de até 1/2 salário mínimo [2010] | 51,2 %               |

Fonte: IBGE